# Солфатара (вулкан)
Солфатара (на италиански: Solfatara, от латински: sulpha terra – земя на сярата, сярна земя) е действащ вулкан, основна дегазираща зона на вулканичната калдера Флегрейски полета (Campi Flegrei) близо до град Поцуоли, провинция Неапол, регион Кампания, Италия.
Намира се на около 3 километра от центъра на Поцуоли. Формирането му е станало преди около 3700 – 3900 години. Активността на неговия древен вулканичен кратер се изразява в солфатарна и фумаролна активност с непрекъснати газообразни емисии, съдържащи водна пара, сяра и сулфиди. Днес той е клапан за разтоварване на напрежението от магмата, намираща се под Флегрейските полета, благодарение на който е възможно да се поддържа постоянно налягане на подземните газове. Още от римско време се наблюдава активността на фумароли от серен диоксид, кипяща кал и висока температура на почвата.
Самият кратер има елипсовидна форма с размери 770 на 580 м, а периметърът му е 2,3 км. Най-високата точка на кратерния ръб, връх Олибано (Monte Olibano), е на 199 м н.в., а дъното е на 92 м н.в.
През вековете фазите на положителен и отрицателен брадисеизъм (повишаване и понижаване на нивото на почвата) водят до периодични промени в надморската височина на град Поцуоли.

## История
Страбон в книгата си Strabonis geographica го описва като дом на бог Вулкан, вход в подземния свят, наричайки го Forum Vulcani. Споменава го и Плиний Старши.
През 1198 г. е последното катастрофално изригване на вулкана, вероятно фреатично, съпроводено със силно земетресение. През Средните векове добивът на полезни изкопаеми достига своя връх. През 1687 г. в кратера е построена фабрика за стипца и др.
През XVIII и XIX век посещението на Солфатара става част от „Гран тур“ (Grand Tour) – образователно пътешествие из Европа за младите хора от благороднически европейски семейства. Калта и водата му се използват за лечение, правят се и „парни бани“ в т.нар. „печки“. През 1900 г. започват обиколки с водач във вътрешността на кратера, а другите дейности постепенно се прекратяват.
В центъра на т.нар. Малка Солфатара – група фумароли в подножието на Монте Олибано, чиято активност сега е много ниска, през 1904 и 1921 г. при серия от експлозии се отварят нови фумароли. По платото на калдерата през 1874, 1898, 1907, 1910, 1913, 1970 г. се появяват фуниеобразни вдлъбвания с дълбочина няколко метра, предизвикани от дъждовете, които, запълнени с кипяща кал, образуват кални вулкани; тези депресии по-късно през сухия сезон се затварят. През 1970 – 1972 и 1982 – 1984 г. се случват две брадисеизмични кризи; по време на втората брадисеизмът е със скорост 3 мм на ден, а многочислените земетресения, които го съпътстват, водят до появата на напречно пропукване през цялото плато на калдерата; няколко месеца са необходими за запълването му. Оттогава, заради безопасността на посетителите, калдерата е заградена в значителна степен, а те се движат главно по петиметъра.
Активността на Солфатара, създаваща определена опасност за околните урбанизирани територии, се следи чрез система от станции, отчитащи сеизмичната дейност, химичния състав на газовете, отделяни от фумаролите, температурата и т.н.; вулканът се превръща в естествена лаборатория за геоложки изследвания.

## Кратер
Посещението на кратера обикновено се прави по периметъра му, в посока, обратна на часовниковата стрелка. След преминаването през горичка от дъб и сред храсти с типична средиземноморска растелност, посетителите се оказват на по-високо място с гледка надолу към целия кратер. Следва леко спускане и разглеждане на забележителностите – кладенеца с минерална вода, калната яма (la fangaia), каменни кариери, голямата фумарола (La Bocca Grande), древните „печки“.

### Кладенец
Кладенецът с минерална вода има дълбочина около десетина метра, като водоносният пласт варира в зависимост както от валежите, така и от ефекта на брадисеизма. Водата има характерен кисел, лимонов вкус. Сегашният кладенец е построен в началото на 1800 г. и е използван както за термични обработки, така и за извличане на стипца. Научни анализи, извършени около 1870 г. от Сабатино де Лука, известен химик от Университета в Неапол, разкриват съдържание на стипца, серни оксиди, калциеви сулфати, магнезий и други минерали. Още през Средновековието черпят от термоминералната вода на Солфатара. Пиетро да Еболи (XII – XIII в.) пише в Balneum Sulphatara за чудодейно лечение на женско безплодие. Използвала се е при повръщане, болки в стомаха, краста, за успокояване на нервите, подобряване на зрението и др.

### Голяма фумарола
Наричана „Голямата уста“ (La Bocca Grande), тя изпуска пари с характерен мирис на сяра, придаващи червеникаво-жълтеникав цвят на скалите, а температурата достига до 160 °С. В близост до нея немският вулканолог Имануел Фрилендер построява в началото на ХХ век обсерватория, която по-късно се разпада след брадисеизъм и увеличена активност на фумаролата.

### Кален басейн
От дъждовна вода и кондензация на водна пара при смесване с глинестия материал от повърхността на почвата се образува калта, която при високите температури на почвата бълбука с мехурчета. Калта, използвана и за термични цели, е богата на химични елементи като бор, натрий, магнезий, ванадий, арсен, цинк, йод, антимон, рубидий и др. Газовете излизат от калта при температура между 170 и 250 °С, съставът им е разнообразен, а предполагаемият им източник е на няколкостотин метра дълбочина. По калната повърхност има тъмни ивици, които представляват колонии от бактерии, успяващи да оцелеят при високи температури и киселинност.

### Печки (пещери)
Това са 2 древни пещери, изкопани през XIX век и по-късно покрити със зидария, в които изпаренията на фумаролите са били използвани за топлинни процедури. Хората са можели да останат вътре само няколко минути: получавало се е екстремно потене, а серните пари са се смятали за оптимални за лечение на белите дробове, кожни заболявания и ревматизъм. Едната била наречана „Чистилището“, а другата „Адът“ поради различната температура в тях. Днес вече не се използват.

## Флора и фауна
В калта има колонии от екстремофилни бактерии: Bacillus acidocaldarius и Caldariella acidophila, както и от археобактерия, наречена Sulfolobus solfataricus, която се смята за ендемит. При Bocca Grande има термофилни едноклетъчни водорасти, Cyanidium caldarium. Съобщава се и за ново насекомо Seira tongiorgii, описано за първи път през 1989 г., което е нов вид вилоскачки.
В кратера на вулкана се наблюдава забележително разнообразие от растителни видове. По склона има мезофилна гора, папрати, кестени. По дъното – пирен (Erica arbotea), тамянка (Cistus salvifolius L.), мирта (Myrtus communis), два вида орхидеи и други, от дървесните видове – джел (Quercus ilex), акация (Robinia pseudoacacia), евкалипт (Eucaliptus camaldulensis).